# Stigmatomma zaojun

Stigmatomma zaojun  (лат.) — вид мелких земляных муравьёв из подсемейства Amblyoponinae. Восточная Азия: Тайвань.

## Описание
Мелкие муравьи (длина тела от 4 до 6,4 мм, длина головы более 1,00 мм), основная окраска красновато-коричневая. Сходен с муравьями Stigmatomma silvestrii Wheeler, 1928 (Япония, Китай, Корея и Тайвань) и Stigmatomma octodentatum (Xu, 2006) (Китай), но крупнее их и обладает широкой головой. Глаза мелкие. Усики короткие, 12-члениковые. Мандибулы длинные, узкие, жало хорошо развито. Клипеус с рядом из 8 мелких зубчиков по переднему краю. Стебелёк между грудкой и брюшком состоит из одного узловидного членика (петиоль) широко прикреплённого к брюшку. Вид был впервые описан в 2009 году японским мирмекологами Мамору Тераямой (Mamoru Terayama, Laboratory of Applied Entomology, Division of Agriculture and Agricultural Life Sciences, Токийский университет, Токио, Япония). Видовое название S. zaojun дано в честь тайваньской богини Zaojun.